# Little League World Series 2013/Ergebnisse
Ergebnisse der Little League World Series 2013 welche zwischen dem 15. und 25. August 2013 in South Williamsport, Pennsylvania stattfand. Der Modus sieht vor, dass sich die jeweils acht Teams der internationalen und der US-Gruppe zuerst in einer Doppel-Elimination-Runde messen. Anschließend wird im K.O.-System weiter gespielt.

## Übersicht über alle Spiele
| Doppel-KO-Phase             | Doppel-KO-Phase          | Doppel-KO-Phase      | Doppel-KO-Phase         | Doppel-KO-Phase       | Doppel-KO-Phase        | Doppel-KO-Phase         | Doppel-KO-Phase      |                      |
| Vereinigte Staaten          |                          |                      |                         |                       |                        |                         |                      |                      |
| Vereinigte Staaten          | Siegerrunde              | Siegerrunde          | Siegerrunde             | Siegerrunde           | Siegerrunde            | Siegerrunde             | Siegerrunde          |                      |
| --------------------------- | ------------------------ | -------------------- | ----------------------- | --------------------- | ---------------------- | ----------------------- | -------------------- | -------------------- |
| Vereinigte Staaten          | NW 8 SW 4 Details        | SO 2 NE 3 Details    | W 3 (7) GS 0 Details    | MA 6 MW 3 Details     | NE 9 NW 7 Details      | MA 3 W 15 Details       | W 6 (9) NE 3 Details |                      |
| Vereinigte Staaten          | Verliererrunde           |                      |                         |                       |                        |                         |                      |                      |
| Vereinigte Staaten          | SO 10 SW 2 Details       | MW 6 GS 5 Details    | MA 0 SO 10 (4) Details  | NW 6 MW 5 Details     | NW 6 SO 5 Details      | NW 13 NE 14 (7) Details |                      |                      |
| International               |                          |                      |                         |                       |                        |                         |                      |                      |
| Siegerrunde                 |                          |                      |                         |                       |                        |                         |                      |                      |
| KAR 4 LA 9 Details          | AUS 0 MEX 12 (4) Details | KAN 2 A-P 10 Details | E-A 3 JPN 7 Details     | MEX 13 (4) LA Details | JPN 3 A-P 2 Details    | MEX 2 JPN 5 Details     |                      |                      |
| Verliererrunde              |                          |                      |                         |                       |                        |                         |                      |                      |
| AUS 0 KAR 4 Details         | E-A 3 KAN 4 Details      | KAR 4 A-P 6 Details  | LA 12 (4) KAN 0 Details | A-P 7 LA 8 Details    | MEX 4 (7) LA 2 Details |                         |                      |                      |
| Crossover-Spiele            | AUS 2 SW 5 Details       | AUS 2 SW 5 Details   | AUS 2 SW 5 Details      | GS 3 E-A 5 Details    | GS 3 E-A 5 Details     | GS 3 E-A 5 Details      | GS 3 E-A 5 Details   |                      |
| KO-Phase                    |                          |                      |                         |                       |                        |                         |                      |                      |
| Meisterschaft International | JPN 3 MEX 2 Details      | JPN 3 MEX 2 Details  | JPN 3 MEX 2 Details     | JPN 3 MEX 2 Details   | JPN 3 MEX 2 Details    | JPN 3 MEX 2 Details     | JPN 3 MEX 2 Details  | JPN 3 MEX 2 Details  |
| US-Meisterschaft            | W 12 NE 1 Details        | W 12 NE 1 Details    | W 12 NE 1 Details       | W 12 NE 1 Details     | W 12 NE 1 Details      | W 12 NE 1 Details       | W 12 NE 1 Details    | W 12 NE 1 Details    |
| Trost-Spiel                 | NE 14 MEX 15 Details     | NE 14 MEX 15 Details | NE 14 MEX 15 Details    | NE 14 MEX 15 Details  | NE 14 MEX 15 Details   | NE 14 MEX 15 Details    | NE 14 MEX 15 Details | NE 14 MEX 15 Details |
| Weltmeisterschaft           | W 4 JPN 6 Details        | W 4 JPN 6 Details    | W 4 JPN 6 Details       | W 4 JPN 6 Details     | W 4 JPN 6 Details      | W 4 JPN 6 Details       | W 4 JPN 6 Details    | W 4 JPN 6 Details    |

## Doppel-KO-Phase

### Vereinigte Staaten

#### Siegerrunde

##### Runde 1 NW – SW
Donnerstag 15. August 2013 15:00 EDT Lamade Stadium, South Williamsport
| Team     | 1 | 2 | 3 | 4 | 5 | 6 | R | H | E |
| -------- | - | - | - | - | - | - | - | - | - |
| Nordwest | 4 | 1 | 0 | 0 | 1 | 2 | 8 | 8 | 1 |
| Südwest  | 1 | 0 | 3 | 0 | 0 | 0 | 4 | 8 | 3 |

Starting Pitchers: NW – Jacob Dahlstrom  SW – Juan Sosa   WP: Jacob Dahlstrom (1–0 4.50)   LP: Juan Sosa (0–1 7.71)  SV: Jack Matheson (1)  

##### Runde 1 SO – NE
Donnerstag 15. August 2013 19:00 EDT Lamade Stadium, South Williamsport
| Team       | 1 | 2 | 3 | 4 | 5 | 6 | R | H | E |
| ---------- | - | - | - | - | - | - | - | - | - |
| Südost     | 0 | 0 | 1 | 0 | 1 | 0 | 2 | 6 | 0 |
| Neuengland | 1 | 0 | 0 | 0 | 2 | X | 3 | 7 | 0 |

Starting Pitchers: SO – Tanner Morgan  NE – Chad Knight   WP: Harry Azadian (1–0 3.60)   LP: Tanner Morgan (0–1 1.39)  

##### Runde 1 W – GS
Freitag 16. August 2013 15:00 EDT Volunteer Stadium, South Williamsport
| Team       | 1 | 2 | 3 | 4 | 5 | 6 | 7 | R | H | E |
| ---------- | - | - | - | - | - | - | - | - | - | - |
| West       | 0 | 0 | 0 | 0 | 0 | 0 | 3 | 3 | 5 | 0 |
| Große Seen | 0 | 0 | 0 | 0 | 0 | 0 | 0 | 0 | 0 | 0 |

Starting Pitchers: W – Grant Holman  GS – Chad Lorkowski   WP: Grant Holman (1–0 0.00)*   LP: Antonio Moceri (0–1 27.00)  
* Grant Holman erzielte ein No-Hitter, lediglich ein Walk trennte ihn von einem Perfect Game.

##### Runde 1 MA – MW
Freitag 16. August 2013 20:00 EDT Volunteer Stadium, South Williamsport
| Team             | 1 | 2 | 3 | 4 | 5 | 6 | R | H | E |
| ---------------- | - | - | - | - | - | - | - | - | - |
| Mittelatlantik   | 5 | 0 | 0 | 0 | 0 | 1 | 6 | 8 | 0 |
| Mittlerer Westen | 2 | 0 | 0 | 0 | 0 | 1 | 3 | 2 | 0 |

Starting Pitchers: MA – Joseph Davis  MW – Sam Young   WP: Joseph Davis (1–0 1.29)   LP: Sam Young (0–1 12.00)  SV: Nathan Hardcastle (1)  

##### Runde 2 NE – NW
Sonntag 18. August 2013 14:00 EDT Lamade Stadium, South Williamsport
| Team       | 1 | 2 | 3 | 4 | 5 | 6 | R | H  | E |
| ---------- | - | - | - | - | - | - | - | -- | - |
| Neuengland | 0 | 7 | 0 | 2 | 0 | 0 | 9 | 13 | 2 |
| Nordwest   | 0 | 0 | 1 | 2 | 4 | 0 | 7 | 9  | 1 |

Starting Pitchers: NE – Harry Azadian  NW – Jacob Dahlstrom   WP: Harry Azadian (2–0 3.60)   LP: Jacob Dahlstrom (1–1 6.00)  SV: Alex Reiner (1)  

##### Runde 2 MA – W
Sonntag 18. August 2013 17:00 EDT Volunteer Stadium, South Williamsport
| Team           | 1 | 2 | 3 | 4 | 5 | 6 | R  | H  | E |
| -------------- | - | - | - | - | - | - | -- | -- | - |
| Mittelatlantik | 2 | 0 | 0 | 1 | - | - | 3  | 3  | 1 |
| West           | 2 | 3 | 2 | 8 | - | - | 15 | 10 | 2 |

Starting Pitchers: MA – Nathan Hardcastle  W – Nick Mora   WP: Nick Mora (1–0 1.50)   LP: Nathan Hardcastle (0–1 10.80)  

##### Runde 3 W – NE
Mittwoch 21. August 2013 20:00 EDT Lamade Stadium, South Williamsport
| Team       | 1 | 2 | 3 | 4 | 5 | 6 | 7 | 8 | 9 | R | H | E |
| ---------- | - | - | - | - | - | - | - | - | - | - | - | - |
| West       | 0 | 0 | 0 | 1 | 0 | 2 | 0 | 0 | 3 | 6 | 9 | 0 |
| Neuengland | 0 | 0 | 0 | 3 | 0 | 0 | 0 | 0 | 0 | 3 | 5 | 1 |

Starting Pitchers: W – Grant Holman  NE – Chad Knight   WP: Rennard Williams (1–0 0.00)   LP: Alex Reiner (0–1 3.18)  

#### Verliererrunde

##### Runde 1 SO – SW
Samstag 17. August 2013 15:00 EDT Lamade Stadium, South Williamsport
| Team    | 1 | 2 | 3 | 4 | 5 | 6 | R  | H | E |
| ------- | - | - | - | - | - | - | -- | - | - |
| Südost  | 0 | 0 | 0 | 3 | 3 | 4 | 10 | 9 | 0 |
| Südwest | 0 | 0 | 0 | 0 | 1 | 1 | 2  | 4 | 2 |

Starting Pitchers: SE – Ben Pickman  SW – Jesus Ortiz   WP: Ben Pickman (1–0 0.00)   LP: Jesus Ortiz (0–1 5.40)  

##### Runde 1 MW – GS
Samstag 17. August 2013 20:00 EDT Lamade Stadium, South Williamsport
| Team             | 1 | 2 | 3 | 4 | 5 | 6 | R | H | E |
| ---------------- | - | - | - | - | - | - | - | - | - |
| Mittlerer Westen | 0 | 0 | 1 | 3 | 1 | 1 | 6 | 7 | 1 |
| Große Seen       | 0 | 0 | 0 | 0 | 0 | 5 | 5 | 3 | 1 |

Starting Pitchers: MW – Grant Garwood  GS – Antonio Moceri   WP: Grant Garwood (1–0 0.00)   LP: James Mazzola (0–1 7.71)  

##### Runde 2 MA – SO
Montag 19. August 2013 16:00 EDT Lamade Stadium, South Williamsport
| Team           | 1 | 2 | 3 | 4 | 5 | 6 | R  | H  | E |
| -------------- | - | - | - | - | - | - | -- | -- | - |
| Mittelatlantik | 0 | 0 | 0 | 0 | - | - | 0  | 1  | 0 |
| Südost         | 0 | 6 | 1 | 3 | - | - | 10 | 11 | 0 |

Starting Pitchers: MA – Ryan Miller  SO – Tanner Morgan   WP: Tanner Morgan (1–1 0.95)   LP: Ryan Miller (0–1 22.00)  

##### Runde 2 NW – MW
Montag 19. August 2013 20:00 EDT Lamade Stadium, South Williamsport
| Team             | 1 | 2 | 3 | 4 | 5 | 6 | R | H  | E |
| ---------------- | - | - | - | - | - | - | - | -- | - |
| Nordwest         | 2 | 0 | 2 | 0 | 0 | 2 | 6 | 10 | 1 |
| Mittlerer Westen | 0 | 1 | 0 | 1 | 0 | 3 | 5 | 5  | 2 |

Starting Pitchers: NW – Jack Matheson  MW – Brady Roberts   WP: Dalton Chandler (1–0 1.20)   LP: Brady Roberts (0–1 4.50)  

##### Runde 3 NW – SO
Dienstag 20. August 2013 20:00 EDT Lamade Stadium, South Williamsport
| Team     | 1 | 2 | 3 | 4 | 5 | 6 | R | H | E |
| -------- | - | - | - | - | - | - | - | - | - |
| Nordwest | 0 | 0 | 6 | 0 | 0 | 0 | 6 | 8 | 1 |
| Südost   | 2 | 0 | 2 | 1 | 0 | 0 | 5 | 8 | 2 |

Starting Pitchers: NW – Jacob Dahlstrom  SO – Trae McLemore   WP: Jacob Dahlstrom (2–1 6.30)   LP: Trae McLemore (0–1 6.43)  

##### Runde 4 NW – NE
Donnerstag 23. August 2013 15:00 EDT Lamade Stadium, South Williamsport
| Team       | 1 | 2 | 3 | 4  | 5 | 6 | 7 | R  | H  | E |
| ---------- | - | - | - | -- | - | - | - | -- | -- | - |
| Nordwest   | 1 | 0 | 1 | 10 | 1 | 0 | 0 | 13 | 16 | 3 |
| Neuengland | 0 | 2 | 3 | 1  | 7 | 0 | 1 | 14 | 14 | 0 |

Starting Pitchers: NW – Dalton Chandler  NE – Harry Azadian   WP: Alex Reiner (1–1 2.84)   LP: Dylan Matsuoka (0–1 2.00)  

### International

#### Siegerrunde

##### Runde 1 KAR – LA
Donnerstag 15. August 2013 13:00 EDT Volunteer Stadium, South Williamsport
| Team          | 1 | 2 | 3 | 4 | 5 | 6 | R | H | E |
| ------------- | - | - | - | - | - | - | - | - | - |
| Karibik       | 0 | 0 | 0 | 4 | 0 | 0 | 4 | 4 | 2 |
| Lateinamerika | 1 | 5 | 0 | 2 | 1 | X | 9 | 6 | 2 |

Starting Pitchers: KAR – Robert Addarich  LA – Jean Mar Sanchez   WP: Jean Mar Sanchez (1–0 1.50)   LP: Robert Addarich (0–1 4.50)  SV: Edgardo Rosales (1)  

##### Runde 1 AUS – MEX
Donnerstag 15. August 2013 17:00 EDT Volunteer Stadium, South Williamsport
| Team       | 1 | 2 | 3 | 4 | 5 | 6 | R  | H  | E |
| ---------- | - | - | - | - | - | - | -- | -- | - |
| Australien | 0 | 0 | 0 | 0 | - | - | 0  | 2  | 1 |
| Mexiko     | 0 | 5 | 7 | X | - | - | 12 | 10 | 0 |

Starting Pitchers: AUS – Chase Diggins  MEX – Brandon Meza   WP: Brandon Meza (1–0 0.00)   LP: Chase Diggins (0–1 14.40)  

##### Runde 1 KAN – A-P
Freitag 16. August 2013 13:00 EDT Lamade Stadium, South Williamsport
| Team          | 1 | 2 | 3 | 4 | 5 | 6 | R  | H  | E |
| ------------- | - | - | - | - | - | - | -- | -- | - |
| Kanada        | 0 | 0 | 0 | 2 | 0 | 0 | 2  | 5  | 0 |
| Asien-Pazifik | 3 | 2 | 0 | 5 | 0 | X | 10 | 13 | 0 |

Starting Pitchers: KAN – Angus Adams  A-P – Tung-Jua Yeh   WP: Tung-Jua Yeh (1–0 0.00)   LP: Angus Adams (0–1 27.00)  

##### Runde 1 E-A – JPN
Freitag 16. August 2013 17:00 EDT Lamade Stadium, South Williamsport
| Team              | 1 | 2 | 3 | 4 | 5 | 6 | R | H  | E |
| ----------------- | - | - | - | - | - | - | - | -- | - |
| Europa und Afrika | 0 | 0 | 2 | 0 | 1 | 0 | 7 | 2  | 0 |
| Japan             | 3 | 3 | 0 | 0 | 1 | X | 7 | 12 | 3 |

Starting Pitchers: E-A – Viktor Vecerka  JPN – Kazuki Ishida   WP: Kazuki Ishida (1–0 0.00)   LP: Viktor Vecerka (0–1 27.00)  

##### Runde 2 MEX – LA
Sonntag 18. August 2013 12:00 EDT Volunteer Stadium, South Williamsport
| Team          | 1 | 2 | 3 | 4 | 5 | 6 | R  | H  | E |
| ------------- | - | - | - | - | - | - | -- | -- | - |
| Mexiko        | 2 | 5 | 3 | 3 | - | - | 13 | 14 | 0 |
| Lateinamerika | 0 | 0 | 0 | 0 | - | - | 0  | 1  | 1 |

Starting Pitchers: MEX – Luis Manzo  LA – Daniel Fernandez   WP: Luis Manzo (1–0 0.00)*   LP: Daniel Fernandez (0–1 18.00)  
* Luis Manzo spielte ein komplettes Spiel.

##### Runde 2 JPN – A-P
Sonntag 18. August 2013 19:00 EDT Lamade Stadium, South Williamsport
| Team          | 1 | 2 | 3 | 4 | 5 | 6 | R | H | E |
| ------------- | - | - | - | - | - | - | - | - | - |
| Japan         | 0 | 1 | 0 | 0 | 0 | 2 | 3 | 6 | 2 |
| Asien-Pazifik | 0 | 0 | 0 | 0 | 0 | 2 | 2 | 5 | 0 |

Starting Pitchers: JPN – Kazuki Ishida  A-P – Shih-Che Chou   WP: Kazuki Ishida (2–0 0.00)   LP: Shih-Che Chou (0–1 1.11)  SV: Kyousuke Kobayashi (1)  

##### Runde 3 MEX – JPN
Mittwoch 21. August 2013 16:00 EDT Lamade Stadium, South Williamsport
| Team   | 1 | 2 | 3 | 4 | 5 | 6 | R | H | E |
| ------ | - | - | - | - | - | - | - | - | - |
| Mexiko | 0 | 1 | 1 | 0 | 0 | 0 | 2 | 5 | 0 |
| Japan  | 0 | 1 | 0 | 1 | 3 | X | 5 | 9 | 1 |

Starting Pitchers: MEX – Ramon Mendoza  JPN – Kazuki Ishida   WP: Ryutarro Takeo (1–0 0.00)   LP: Ramon Mendoza (0–1 6.43)  

#### Verliererrunde

##### Runde 1 AUS – KAR
Samstag 17. August 2013 12:00 EDT Volunteer Stadium, South Williamsport
| Team       | 1 | 2 | 3 | 4 | 5 | 6 | R | H | E |
| ---------- | - | - | - | - | - | - | - | - | - |
| Australien | 0 | 0 | 0 | 0 | 0 | 0 | 0 | 5 | 2 |
| Karibik    | 0 | 0 | 0 | 3 | 1 | X | 4 | 7 | 0 |

Starting Pitchers: AUS – Maverick Hamilton  KAR – Tommylee Sierra   WP: Tommylee Sierra (1–0 0.00)   LP: Maverick Hamilton (0–1 2.40)*  
* Maverick Hamilton spielte ein komplettes Spiel.

##### Runde 1 E-A – KAN
Samstag 17. August 2013 18:00 EDT Volunteer Stadium, South Williamsport
| Team              | 1 | 2 | 3 | 4 | 5 | 6 | R | H | E |
| ----------------- | - | - | - | - | - | - | - | - | - |
| Europa und Afrika | 0 | 0 | 1 | 1 | 0 | 1 | 3 | 7 | 1 |
| Kanada            | 1 | 0 | 3 | 0 | 0 | X | 4 | 3 | 1 |

Starting Pitchers: E-A – Viktor Vecerka  KAN – Ken Nguyen   WP: Ken Nguyen (1–0 3.18)   LP: Viktor Vecerka (0–2 4.24)*  SV: David Legault (1)  
* Viktor Vecerka spielte ein komplettes Spiel.

##### Runde 2 KAR – A-P
Montag 19. August 2013 14:00 EDT Volunteer Stadium, South Williamsport
| Team          | 1 | 2 | 3 | 4 | 5 | 6 | R | H | E |
| ------------- | - | - | - | - | - | - | - | - | - |
| Karibik       | 0 | 1 | 2 | 0 | 0 | 1 | 4 | 9 | 0 |
| Asien-Pazifik | 0 | 0 | 1 | 4 | 1 | X | 6 | 6 | 1 |

Starting Pitchers: KAR – Leonardo Lizardi  A-P – Chen-Hsun Lee   WP: Chen-Hsun Lee (1–0 4.50)   LP: Leonardo Lizardi (0–1 5.40)  SV: Tung-Jua Yeh (1)  

##### Runde 2 LA – KAN
Montag 19. August 2013 18:00 EDT Volunteer Stadium, South Williamsport
| Team          | 1 | 2 | 3 | 4 | 5 | 6 | R  | H  | E |
| ------------- | - | - | - | - | - | - | -- | -- | - |
| Lateinamerika | 0 | 6 | 6 | 0 | - | - | 12 | 13 | 0 |
| Kanada        | 0 | 0 | 0 | 0 | - | - | 0  | 1  | 0 |

Starting Pitchers: LA – Edgardo Rosales  KAN – Angus Adams   WP: Edgardo Rosales (1–0 0.00)   LP: Angus Adams (0–2 18.00)  

##### Runde 3 A-P – LA
Dienstag 20. August 2013 16:00 EDT Lamade Stadium, South Williamsport
| Team          | 1 | 2 | 3 | 4 | 5 | 6 | R | H  | E |
| ------------- | - | - | - | - | - | - | - | -- | - |
| Asien-Pazifik | 0 | 1 | 6 | 0 | 0 | 0 | 7 | 10 | 1 |
| Lateinamerika | 4 | 0 | 0 | 0 | 0 | 4 | 8 | 7  | 1 |

Starting Pitchers: A-P – Tung-Jua Yeh  LA – Jean Mar Sanchez   WP: Rafael Eysseric (1–0 7.20)   LP: Teng-Yao Yu (0–1 3.60)  

##### Runde 4 MEX – LA
Donnerstag 22. August 2013 16:00 EDT Lamade Stadium, South Williamsport
| Team          | 1 | 2 | 3 | 4 | 5 | 6 | 7 | R | H | E |
| ------------- | - | - | - | - | - | - | - | - | - | - |
| Mexiko        | 0 | 0 | 0 | 0 | 2 | 0 | 2 | 4 | 7 | 1 |
| Lateinamerika | 1 | 0 | 0 | 0 | 1 | 0 | 0 | 2 | 6 | 2 |

Starting Pitchers: MEX – Brandon Meza  LA – Daniel Fernandez   WP: Jorge Romero (1–0 0.00)   LP: Edgardo Rosales (1–1 1.80)  

### Crossover-Spiele

#### Spiel A AUS – SW
Montag 19. August 2013 12:00 EDT Lamade Stadium, South Williamsport
| Team       | 1 | 2 | 3 | 4 | 5 | 6 | R | H | E |
| ---------- | - | - | - | - | - | - | - | - | - |
| Australien | 0 | 0 | 2 | 0 | 0 | 0 | 2 | 3 | 0 |
| Südwest    | 0 | 0 | 5 | 0 | 0 | 0 | 5 | 8 | 0 |

Starting Pitchers: AUS – Kieran Hall  SW – Jacob Garza   WP: Jacob Garza (1–0 0.00)   LP: Kieran Hall (0–1 7.50)  SV: Juan Sosa (1)  

#### Spiel B GS – E-A
Dienstag 20. August 2013 13:00 EDT Lamade Stadium, South Williamsport
| Team             | 1 | 2 | 3 | 4 | 5 | 6 | R | H | E |
| ---------------- | - | - | - | - | - | - | - | - | - |
| Große Seen       | 0 | 2 | 1 | 0 | 0 | 0 | 3 | 8 | 2 |
| Europa u. Afrika | 0 | 0 | 1 | 2 | 2 | 0 | 5 | 5 | 1 |

Starting Pitchers: GS – Antonio Moceri  E-A – Robin Vavra   WP: Robin Vavra (1–0 3.00)   LP: Antonio Moceri (0–2 5.68)  SV: Lukas Hlouch (1)  

## KO-Phase

### Meisterschaft International
Samstag 24. August 2013 12:30 EDT Lamade Stadium, South Williamsport
| Team   | 1 | 2 | 3 | 4 | 5 | 6 | R | H | E |
| ------ | - | - | - | - | - | - | - | - | - |
| Japan  | 1 | 0 | 1 | 0 | 0 | 1 | 3 | 6 | 0 |
| Mexiko | 0 | 0 | 2 | 0 | 0 | 0 | 2 | 5 | 0 |

Starting Pitchers: JPN – Seiya Nishino  MEX – Luis Manzo   WP: Keita Saito (1–0 6.00)   LP: Jorge Romero (1–1 1.39)  SV: Kazuki Ishida (1)  

### US-Meisterschaft
Samstag 24. August 2013 15:30 EDT Lamade Stadium, South Williamsport
| Team       | 1 | 2 | 3 | 4 | 5 | 6 | R  | H  | E |
| ---------- | - | - | - | - | - | - | -- | -- | - |
| West       | 3 | 3 | 0 | 0 | 0 | 6 | 12 | 12 | 1 |
| Neuengland | 1 | 0 | 0 | 0 | 0 | 0 | 1  | 2  | 5 |

Starting Pitchers: W – Nick Mora  NE – Chad Knight   WP: Nick Mora (2–0 1.41)   LP: Chad Knight (0–1 2.63)  

### Trost-Spiel
Sonntag 25. August 2013 11:00 EDT Lamade Stadium, South Williamsport
| Team       | 1 | 2 | 3 | 4 | 5 | 6 | R  | H  | E |
| ---------- | - | - | - | - | - | - | -- | -- | - |
| Neuengland | 2 | 3 | 1 | 0 | 5 | 3 | 14 | 16 | 5 |
| Mexiko     | 1 | 3 | 4 | 3 | 4 | X | 15 | 16 | 1 |

Starting Pitchers: NE – Matt Brown  MEX – Miguel Artalejo   WP: Martin González (1–0 10.80)   LP: Alex Reiner (1–2 6.26)  

### Weltmeisterschaft
Sonntag 25. August 2013 15:00 EDT Lamade Stadium, South Williamsport
| Team  | 1 | 2 | 3 | 4 | 5 | 6 | R | H | E |
| ----- | - | - | - | - | - | - | - | - | - |
| West  | 2 | 0 | 0 | 2 | 0 | 0 | 4 | 7 | 1 |
| Japan | 2 | 0 | 1 | 0 | 3 | X | 6 | 8 | 1 |

Starting Pitchers: W – Grant Holman  JPN – Kazuki Ishida   WP: Kyousuke Kobayashi (1–0 0.00)   LP: Ricky Tibbett (0–1 4.50)  